# Mike Nahar
Mike Nahar (Haarlem, 7. svibnja 1971.) je bivši nizozemski košarkaš. Igrao je na mjestu centra. Visine je 212 cm. Igrao je američku sveučilišnu košarku na sveučilišnu momčad Wright St. Raiders. Poslije je igrao u solunskom Arisu, Iraklisu, talijanskom Montecatiniju i drugim klubovima.

## Vanjske poveznice
- Lega Basket  Arhivirana inačica izvorne stranice od 8. veljače 2012. (Wayback Machine)